# یواس‌اس نیوجرسی (اس‌پی-۱۲۳۲)
یواس‌اس نیوجرسی (اس‌پی-۱۲۳۲) (به انگلیسی: USS Barnegat (SP-1232)) یک کشتی است که طول آن 138' 9" می‌باشد.